# 頭蓋内圧
頭蓋内圧（ずがいないあつ、英: intracranial pressure; ICP）とは、特殊な医療機器によって測定される頭蓋骨内部の圧力である。脳圧、脳髄液圧とも言う。その圧はホメオスタシスによって極めて一定に保たれており、その大きな変動は、重大な疾患の表徴であると共に、それ自体が死あるいは致死的な合併症をもたらす。

## 正常範囲
立位で-5.9～8.3 mmHg、仰臥位で0.9～16.3 mmHgと報告されている。
中枢神経系は、頭蓋骨はもちろん、脊椎によっても（正確にはそれらを内張りする硬膜によって）ほぼ密閉された状態が保たれている。その内容物は大きく分けて脳実質・脳脊髄液・血管であるが、どれかの容積が増えればそれ以外の容積を減らすことによって、その内圧は一定に保たれる。しかしそうしたホメオスタシスが限度を超えたとき、あるいはホメオスタシスが機能しなくなったとき、頭蓋内圧の変動が起こる。

### 低下を来たす疾患
原発性低髄圧症や、頭部外傷･脊髄損傷後の後遺症など。医原性のものも決して少なくはなく、腰椎穿刺や脊椎麻酔後の髄液漏出による低髄圧症などがあるが、これは万全を尽くしても一定の確率で確実に起こる。ドレナージ（後述）の管理ミスによる急激な低髄圧は死に至ることもある。

### 亢進を来たす疾患
臨床的意義としてはこちらの方が重要である。頭蓋内圧の上昇は、各種脳出血、頭部外傷、脳腫瘍、髄膜炎、神経毒の中毒症など、いずれも放置すれば致死的な疾患を意味する。そしてそれらの疾患がもたらす脳圧の亢進自体が、ある一点を超えれば致死的となる（後述#脳灌流圧を参照）。
頭蓋内圧の亢進による死は、
- 脳ヘルニアによる呼吸麻痺
- 同じく脳ヘルニアから来る、尿崩症による極度の脱水及び電解質代謝異常⇒心停止
- 脳虚血による脳死

によってもたらされる。

## 測定方法
頭蓋骨の直下に圧電センサーを入れる方法と、側脳室に直接チューブを差し込んでそこから立ち上がる水柱の圧を測る方法（脳室ドレナージ、英: extraventricular drainage; EVD）がある。頭蓋内圧にSI国際単位系が使われないのは後者における利便性を考えてのことであり、臨床現場においての測定し易さを最優先にするためである。腰椎穿刺の際に立ち上がる水柱圧も頭蓋内圧を反映しているが、継続的に測定することはできない。
留意すべきはいずれの測定方法も侵襲度が高く、患者の絶対安静を要する。やむを得ない場合以外は、上述の神経学的所見によって頭蓋内圧を推測するのが通常である。

## 頭蓋内圧亢進の原因

### 薬剤性
ミノサイクリン使用中の有害事象として報告されている。

### 脳浮腫
脳実質の容積の増大である。他のどの臓器とも同じく、脳も侵襲を受ければ浮腫を起こす。その機序には3つの異なる経路があるが、多くの疾患において3つの経路が同時に起こっている。

#### 血管原性浮腫
高血圧が長時間持続することにより、血管内から脳実質への水分移動による浮腫。高血圧性緊急症による中枢神経症状はこれによる。

#### 細胞毒性浮腫
頭蓋内での細胞死により、サイトカインを介した免疫反応による浮腫。脳梗塞、頭部外傷による浮腫の主要な病態はこれである。

#### 髄液浸透性浮腫
血液脳関門の破綻により、血清成分が脳実質に浸透しやすくなることによる浮腫。破綻の原因は、後述の占拠性病変や髄膜炎などによりクモ膜や軟膜が破れることにある。

### 脳血流の変調
炭酸ガス分圧の上昇による脳循環血液量の増加など。

### 頭蓋内髄液の増加

#### 脳脊髄液産生の増加
吸収障害、過剰分泌による脳脊髄液の貯留など。

#### 髄液流路の閉塞
髄液はクモ膜顆粒と側脳室の脈絡叢から産生され、脊髄を経て腹腔内に放出される。この流路のどれかが閉塞すれば水頭症となり、頭蓋内圧が亢進する。特にモンロー孔と中脳水道は、頭蓋内出血による血腫や脳実質浮腫によって閉塞を来しやすく、頭部CTによってその危険性を判断することが肝要である。

#### 特発性頭蓋内圧亢進症
相当数の症例には頭蓋内圧の亢進が慢性的で、腰椎穿刺で確かめられたが、病因が脳の医用画像検査で表せられない。診断「特発性頭蓋内圧亢進症」が1897年からドイツ人の内科医、ハインリッヒ・クインケ（Heinrich Quincke）などに報告された。

#### 急性水頭症
頭蓋内の空間は、硬膜によって右脳・左脳・小脳の3つにパーティション状に分けられている。頭蓋内圧が緩徐に亢進した場合には脳ヘルニアが見られないこともあるが、急激に亢進すればその原因病変のあるパーティションから脳実質が押し出されて脳ヘルニアを生じる。大脳鎌によって生じる物を帯状回ヘルニア、小脳テントによって起きる物をテント切痕ヘルニアと言い、呼吸麻痺や尿崩症による死の原因となる。

### 頭蓋内占拠性病変
腫瘍、血腫、膿瘍など。血腫の場合は意識レベルの低下という兆候で現れることもあるが、3つともてんかん発作を起こしうる。それ自体が遷延すれば呼吸停止により生命に関わる。特に側頭葉に生じた場合にてんかん発作を起こしやすい。脳腫瘍の場合は逆に、それが腫瘍の早期発見につながるとして予後改善の指標とすることもある。

## 頭蓋内圧亢進の症状

### 自覚症状
頭痛
最も頻度が高いが必発ではない。早朝に起こる early morning headache が多い。
座位よりも横になる時に起こる。
嘔吐
嘔気を伴うことが多いが、これを伴わず突然生ずることもあり、多くは噴出性 projectile である。
視力障害
初期にはあまり自覚されず、一過性反復性の視力障害として見られることが多い。頭蓋内圧亢進が長く続くと視神経萎縮を引き起こし、失明することがある。
横になっている時に、目が開けていられなくなる。
光が（TVも）眩しく感じる。
複視
多くは外転神経麻痺により起こるが、動眼神経麻痺によることもある。

### 他覚的所見
鬱血乳頭
視神経乳頭が突出、乳頭辺縁が不鮮明となる。乳頭周辺に網膜出血を認めることがある。
眼球運動障害
1側の外転障害が多い。
意識障害
頭蓋内圧亢進に伴い、意識障害の程度は進行する。テント切痕嵌頓に陥ると昏睡となる。
瞳孔不同
テント切痕嵌頓により動眼神経が圧迫されて起こり、散瞳側の対光反射消失を伴う。
徐脈、血圧上昇、体温上昇
エポニムとしてクッシング兆候と言う。急激な頭蓋内圧亢進により視床下部や延髄が障害されて起こる。

## 頭蓋内圧亢進の治療
頭蓋内圧亢進はそれ自体が致命的であるため、原疾患の治療と平行して、時には優先してでも、それに対する治療を行わなくてはならない。

### 内科的治療
- 浸透圧性利尿剤（イソバイド）

一時的に血液の浸透圧を上げることで、髄液や脳実質の水を血管内に吸い出し、尿として排泄させる。
- マンニトール

全量が糸球体で濾過され、しかも再吸収されないため、余分な水分を強力に体外に排泄することができる。副作用として脱水症状があり、また頭蓋内圧の低下も急であるから、使用は特に重度の頭蓋内圧亢進に限定される。
- 果糖・グリセリン製剤（グリセオール、グレノールなど）。

果糖は細胞内に取り込まれ、尿中排泄されないため、副作用としての脱水の危険が（マンニトールに比べれば）少ない。
- ステロイド

脳実質の浮腫が、脳腫瘍・脳出血・頭部外傷・脳手術などの侵襲への反応として現れている場合、そうした反応を抑えるために使用する。

### 外科的治療
- 脳室ドレナージ

上述。
- 頭蓋切除術（開頭減圧術、en:craniectomy）

### 看護ケア
- ファウラー位

病院用ベッドの背板を20～30°に保つことによって、内頚静脈洞から大静脈洞への血液の自然還流を促し、血管原性浮腫を防止する。
- 過換気

意識レベルが低下すれば体位交換や、呼吸も冒されれば気管吸引・気管挿管も生命維持には必要になる。しかしこれらはそれ自体のストレスが怒責をもたらし、頭蓋内圧を亢進させる。そこでそれらに先立ってバッグ換気などで過換気を行ない、頭蓋内の血管を収縮させてそれらの処置を乗り切らせる。予後へのエビデンスはないが、他に有効性が証明された手立てもない．